# Seoci (Vareš, BiH)
Seoci su naseljeno mjesto u općini Vareš, Federacija Bosne i Hercegovine, BiH.
Nalazi na tromeđi općina Vareš, Breza i Ilijaš. 

## Povijest
Prije rata je bilo u sastavu mjesne zajednice Okruglica. U toku rata selo je porušeno i svi njegovi stanovnici su izbjegli u Vareš i Brezu, gdje i sada živi većina stanovništva, jer u selo se nije vratio ni jedan povratnik.

## Stanovništvo

### 1991.
Nacionalni sastav stanovništva 1991. godine, bio je sljedeći:
ukupno: 96
- Muslimani - 90
- Jugoslaveni - 6

### 2013.
Prema popisu iz 2013. godine bilo je bez stanovnika.